# Distrito electoral federal 7 de Coahuila
El VII Distrito Electoral Federal de Coahuila es uno de los 300 Distritos Electorales en los que se encuentra dividido el territorio de México y uno de los 8 que se encuentran en el Estado de Coahuila. Está conformado por los municipios de  General Cepeda, Parras de la Fuente y Saltillo, en donde tiene asentada su cabecera, que es también capital del Estado.

## Distritaciones anteriores
El VII Distrito surgió en 1922 para integrar la XXX Legislatura. Elpidio Barrera fue el primer diputado federal electo al Congreso de la Unión por este distrito, el cual fue suprimido en 1930.

### Distritación 1978 - 1996
Con la distritación del 28 de mayo de 1978, la Comisión Federal Electoral (autoridad encargada en ese entonces de los procesos electorales en México) restableció el distrito para conformar la Cámara de Diputados a partir de la LI Legislatura, elegida en 1979.
Originalmente, el VII Distrito se conformaba por San Pedro de las Colonias (cabecera del Distrito), Cuatro Ciénegas, Lamadrid, Múzquiz, Ocampo, Sacramento, San Juan Sabinas, San Pedro de las Colonias y Sierra Mojada. Entre 1976 y 1996 a la ciudad de Saltillo le correspondió el I Distrito para su zona urbana y el IV Distrito para su zona rural, mientras que de entre los municipios adscritos al VII durante dicho tiempo, desde 1996 a Cuatro Ciénegas, Lamadrid, Ocampo, Sacramento, San Pedro de las Colonias y Sierra Mojada les corresponde el  II Distrito, al cual se les sumaron los municipios de Múzquiz y San Juan Sabinas en 2005, mientras que, en ese año, Sacramento se pasó al III Distrito.

### Distritación 1996 - 2005
El 12 de agosto de 1996, el Instituto Federal Electoral emitió una nueva distribución, estableciendo el IV Distrito en el municipio de Saltillo en dónde se establecería su cabecera. El distrito permaneció sin cambios considerables para la distritación del 2 de marzo de 2005.

### Distritación 2017 -
En 2017 sufrió una redistritación en donde los municipios de  General Cepeda y Parras de la Fuente, se anexan a éste distrito.

## Diputados por el distrito
| Diputado                                                                          | Grupo parlamentario | Legislatura | Periodo     |
| --------------------------------------------------------------------------------- | ------------------- | ----------- | ----------- |
| Elpidio Barrera                                                                   |                     | XXX         | 1922 - 1924 |
| Vacante                                                                           | Vacante             | XXXI        | 1924 - 1926 |
| Francisco del Valle                                                               |                     | XXXII       | 1926 - 1928 |
| Adolfo Mondragón Bouckhardt                                                       |                     | XXXIII      | 1928 - 1930 |
| El VII distrito es suprimido en 1930. Es restablecido en la distritación de 1978. |                     |             |             |
| Lorenzo García Zárate                                                             |                     | LI          | 1979 - 1982 |
| Juan Antonio García Guerrero                                                      |                     | LII         | 1982 - 1985 |
| Gonzalo Padilla Fuentes                                                           |                     | LIII        | 1985 - 1988 |
| Noé Fernando Garza Flores                                                         |                     | LIV         | 1988 - 1991 |
| Javier Guerrero García                                                            |                     | LV          | 1991 - 1994 |
| José Luis Flores Méndez                                                           |                     | LVI         | 1994 - 1997 |
| Enrique Martínez y Martínez                                                       |                     | LVII        | 1997 - 1999 |
| Pilar Cabrera Hernández                                                           | 1999 - 2000         | LVII        |             |
| Miguel Arizpe Jiménez                                                             |                     | LVIII       | 2000 - 2003 |
| Aldo Martínez Hernández                                                           |                     | LIX         | 2003 - 2006 |
| Óscar Mohamar Dainitín                                                            |                     | LX          | 2006 - 2009 |
| Héctor Franco López                                                               |                     | LXI         | 2009 - 2011 |
| Lily Fabiola de la Rosa Cortés                                                    | 2011 - 2012         | LXI         |             |
| Esther Quintana Salinas                                                           |                     | LXII        | 2012 - 2015 |
| Jericó Abramo Masso                                                               |                     | LXIII       | 2015 - 2017 |
| Mario Alberto Mata Quintero                                                       | 2018                | LXIII       |             |
| Fernando de las Fuentes Hernández                                                 |                     | LXIV        | 2018 - 2021 |
| Sergio Armando Sisbeles Alvarado                                                  | 2021                | LXIV        |             |
| Jaime Bueno Zertuche                                                              |                     | LXV         | 2021 - 2024 |

## Resultados electorales

### 2018
|  | 22.5357 % |

|  | 38.0234 % |

|  | 36.4728 % |

|  | 0.0492 % |

|  | 2.9186 % |

|  | 100.00 % |

### 2015
|  | 27.88 % |

|  | 46.95 % |

|  | 2.28 % |

|  | 1.34 % |

|  | 1.48 % |

|  | 5.72 % |

|  | 4.67 % |

|  | 2.63 % |

|  | 2.97 % |

|  | 1.30 % |

|  | 0.13 % |

|  | 3.87 % |

|  | 100.00 % |

### 2012
|  | 37.48 % |

|  | 35.74 % |

|  | 11.95 % |

|  | 2.55 % |

|  | 5.64 % |

|  | 0.10 % |

|  | 6.52 % |

|  | 100.00 % |

### 2009
|  | 20.44 % |

|  | 60.28 % |

|  | 4.16 % |

|  | 1.65 % |

|  | 6.27 % |

|  | 1.95 % |

|  | 0.39 % |

|  | 0.15 % |

|  | 4.71 % |

|  | 100.00 % |